# Операційне сховище даних
Операційне сховище даних (ODS) використовується для оперативної звітності і як джерело даних для сховища даних підприємства. Він є додатковим елементом до EDW в ландшафті підтримки прийняття рішень і використовується для оперативної звітності, контролю та прийняття рішень, на відміну від EDW, який використовується для підтримки тактичних і стратегічних рішень.
ODS — це база даних, призначена для інтеграції даних з кількох джерел для додаткових операцій з даними, для звітності, контролю та підтримки оперативних рішень. На відміну від виробничого сховища основних даних, дані не передаються назад до операційних систем . Його можна передати для подальших операцій і в сховище даних для звітності.
ODS не слід плутати з центром даних підприємства (EDH). Операційне сховище даних буде брати транзакційні дані з однієї або кількох виробничих систем і вільно інтегрувати їх, у деяких аспектах воно все ще є предметно-орієнтованим, інтегрованим і часовим варіантом, але без обмежень волатильності. Ця інтеграція в основному досягається завдяки використанню структур і вмісту EDW.
ODS не є невід'ємною частиною рішення EDH, хоча EDH може використовуватися для того, щоб обмежити частину обробки, що виконується ODS і EDW. EDH є посередником даних. ОРВ, звичайно, ні.
Оскільки дані надходять з кількох джерел, інтеграція часто включає очищення, усунення надмірності та перевірку цілісності на відповідність бізнес-правилам. ODS, як правило, розробляється так, щоб містити низькорівневі або атомарні (неподільні) дані (наприклад, транзакції та ціни) з обмеженою історією, яка фіксується в «реальному часі» або «майже в реальному часі», на відміну від набагато більших обсягів даних, що зберігаються в сховище даних, як правило, рідше.

## Загальне користування
Загальна мета ODS — інтегрувати дані з різних вихідних систем в єдину структуру, використовуючи технології інтеграції даних, такі як віртуалізація даних, об’єднання даних або вилучення, перетворення та завантаження (ETL). Це дозволить оперативний доступ до даних для оперативної звітності, основних даних або керування довідковими даними .
ODS не є заміною сховища даних або центру даних, але, у свою чергу, може стати джерелом.

## Подальше читання
- Inmon, William (1999). Building the Operational Data Store (вид. 2nd). New York: John Wiley & Sons. ISBN 0-471-32888-X.